# Héttorony irodalmi magazin

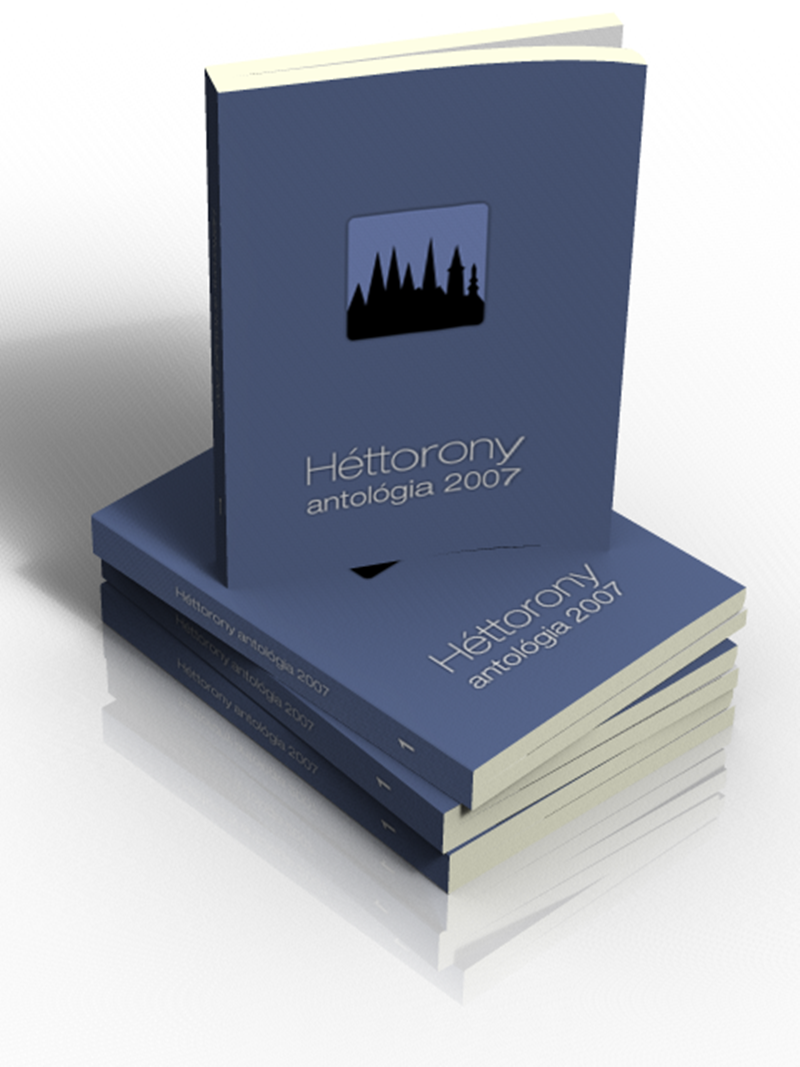
Héttorony Antológia 2007

A Héttorony irodalmi magazint (7torony.hu) 2006-ban alapította Verő László költő, irodalomszervező. 
Verő László 2007-ben bekövetkezett korai halála miatt az özvegye vette át az irodalmi magazin működtetését, amely rövidebb szünet után gazdára és patrónusra talált Serfőző Attila személyében, aki a magazin tulajdonos-főszerkesztője lett.

## Alapítása
Verő László az 1986-ban alapított Héttorony Könyvkiadó tulajdonosa és vezetője volt. A kiadó működésének tíz éve alatt több mint száz kötetet adott ki. A maximalista Verő László felemelte a hangját a jobb minőségű irodalom publikálása mellett, ami miatt sokszor összeütközésbe került sok frissen alakult portállal is. Ennek eredményeként hozta létre saját internetes portálját a Héttorony Irodalmi Magazint, amely 2016-ban ünnepelte 10. évfordulóját Debrecenben. A Torony alapítói közt mind ott volt, aki ma az internetes irodalomban számít, tehetsége, stílusa, karizmája megkérdőjelezhetetlen.
A Héttorony Irodalmi Magazin egyik értéke, hogy az anyaországtól távol élő magyar alkotókat is összetartja (Kanadától Szilágyságig).

## Tagjai
Más irodalmi portáloktól eltérően az alkotók ajánlásra vagy főszerkesztői meghívóval kerülhetnek be, a publikálás sem automatikus, a szerkesztők döntik el, hogy egy adott írás megüti-e a mércét. Szigorúan szerkesztett, ám a szerkesztők sokkal inkább segítik az alkotókat, mint kritizálják. A szerzők sok segítséget kapnak a szerkesztőktől írásaik csiszolásához, számos fiatal, mára beért, alkotó kezdte a publikálást a „Toronyban”. Az egyik legkiegyensúlyozottabb és legigényesebb közösségi irodalmi portál, komoly archívumokkal.
Az internetes irodalmi portál tagjai a világ minden pontjáról bejelentkezhetnek és küldhetik írásaikat. Több mint 600 nyilvántartott tagjuk van, 27-en már magasabbról figyelik a toronylakókat – ahogy az alapító is. Az itt publikáló szerzők közül sokaknak jelent meg önálló kötetük, s öt (2007, 2009, 2010, 2014, 2016)  7torony-antológia is napvilágot látott. A Vitéz Ferenc által szerkesztett Néző Pont irodalmi folyóirat minden száma digitalizálva van az MTA könyvtárban. Abban rendszeresen megjelennek 7torony-szerzők művei.

## A Héttorony Találkozók
A "héttornyosok" korábban évente kétszer, az utóbbi években 7Torony Találkozó néven rendeznek találkozókat az ország más-más városaiban, ahol az alkotók egy felolvasóest keretében az online műhelyen kívül is megmutatják alkotásaikat. A toronytalálkozókat Verő László indította el 2006 szeptemberében, és azóta sok felolvasóesetet rendeztek az ország legkülönbözőbb helyszínein (Budapest - Verő-kert, Győr, Debrecen, Szeged, Komárom, Kecel, Gödöllő, Baja, Nyíregyháza, stb). A 2017-es találkozót november 9–én rendezték, szervezője a szegedi Jagos István Róbert és Kovács Ágnes volt, amelynek programjában a szerzők felolvasták műveiket és átadásra került a Verő László-díj.

## A Verő László-díj
Az irodalmi magazin alapítójának emlékére minden évben, líra, próza és posztumusz kategóriában, Verő László-díj (emlékérem) kerül átadásra.

### Verő László-díjasok
- 2008.04.27. Budapest     : Rátkai klub: Wéber Ferenc[10]
- 2009.03.21. Debrecen …  : Kisslaki László[11][12] és Werbánszky Rudolf
- 2010.04.17. Debrecen …  : Pápay Aranka[13] és Rossner Roberto[14]
- 2011.04.09. Debrecen …  : Nagy Horváth Ilona[15] és Dr.Bige Szabolcs[16]
- 2012.03.24. Debrecen …  : Nagyajtai Kovács Zsolt (posztumusz), Koosán Ildikó[17] és George Tumpeck[18]
- 2013.03.23. Komárom …  : Szilágyi Hajni és Csillag Endre
- 2014.07.05. Budapest ...   : Fitó Ica[19] és Bátai Tibor[20]
- 2015.11.07. Kecskemét… : Bereczki Gizella, Pulai Éva és Péter Erika
- 2016.05.21. Debrecen …  : Zajácz Edina,[21] Kovács Ágnes és Thököly Vajk[22]
- 2017.06.17. Ozora …        : Bányai Tamás[23] (posztumusz) és Vandra Attila
- 2017.09.09. Szeged ...   : Jagos István Róbert[24]
- 2019.08.17. Debrecen...   :Serfőző Attila Dudás Sándor Avi Ben Giora[forrás?]
- 2020.09.12. Debrecen... :  Kőműves Klára, Rózsa Ibolyka, Radnó György[forrás?]